# Stötfångare

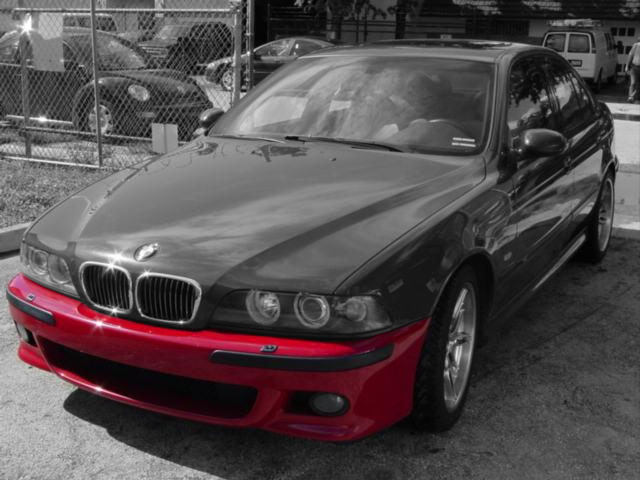
Stötfångare på en BMW M5, markerad i rött.

Stötfångare, också kallad kofångare, kan finnas finns framtill på fordon, och även baktill, för att ge skydd vid kollision.
För personbilar tillverkades de förr i tiden i metall för att undvika skador på fordonet vid kollision, men numera tillverkas de i frigolit, plast eller dylikt för det ska vara en del av bilens deformationszoner, och för att minska skador på oskyddade trafikanter.

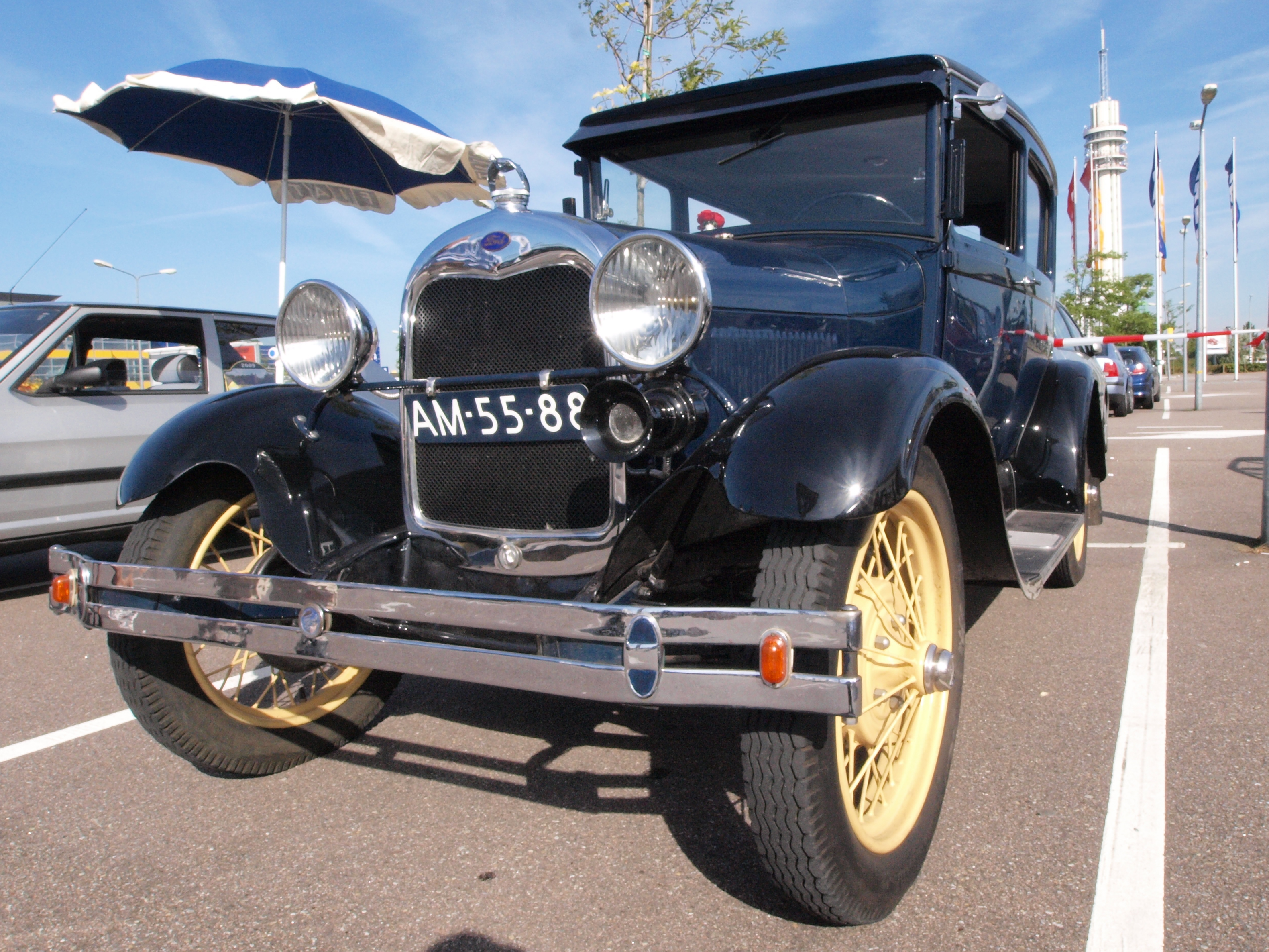
Stötfångare på en Ford Model A
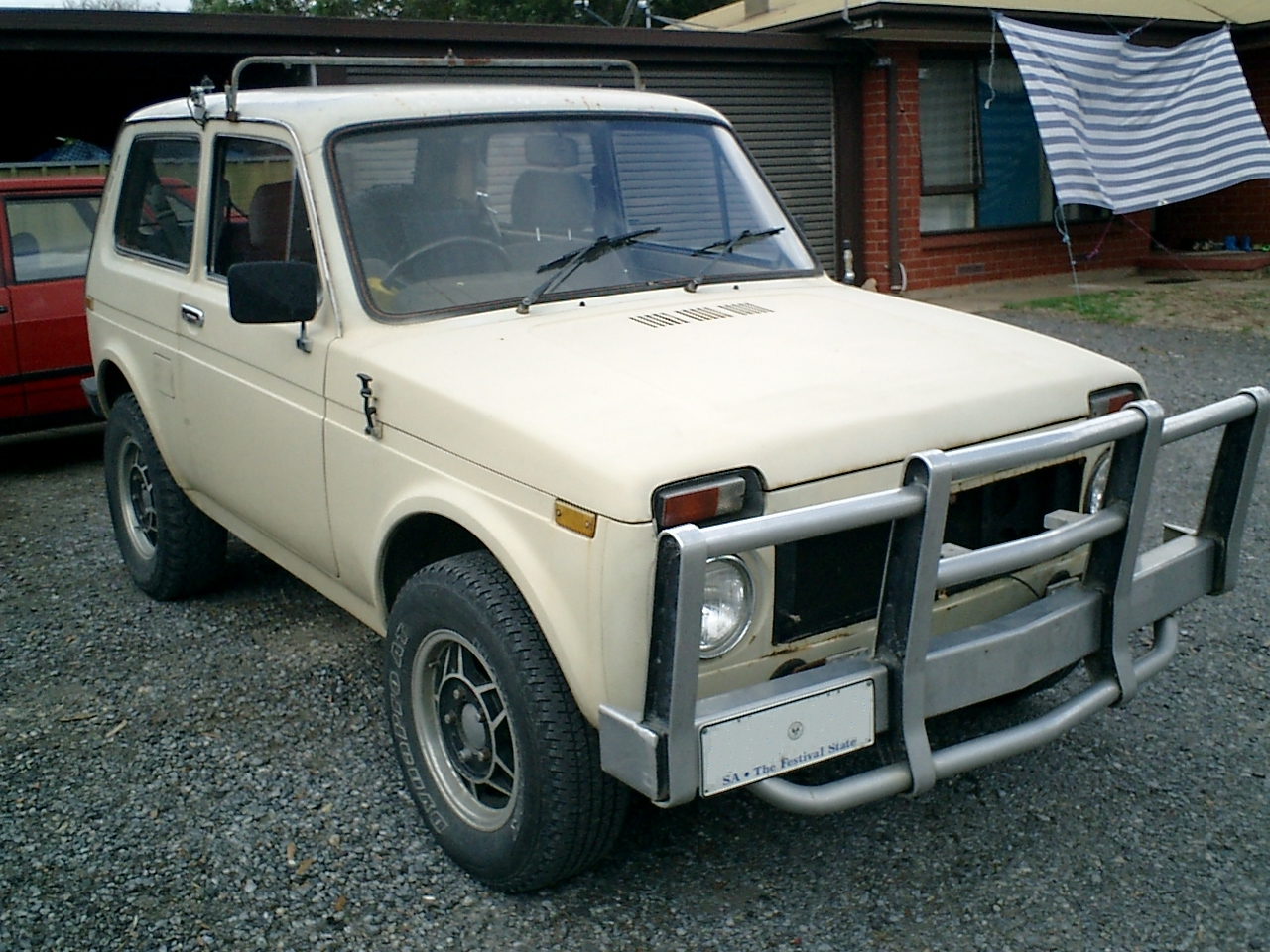
Australisk kofångare för att skydda mot känguruer
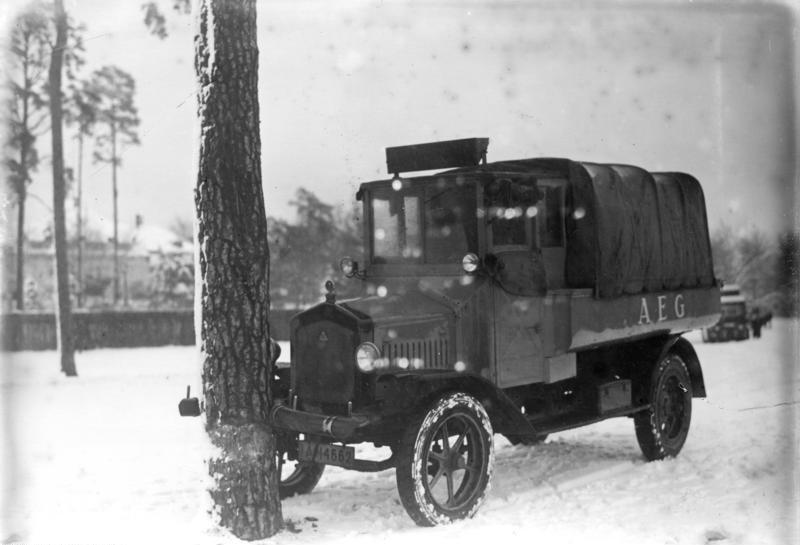
Prov med stötfångare, 1928
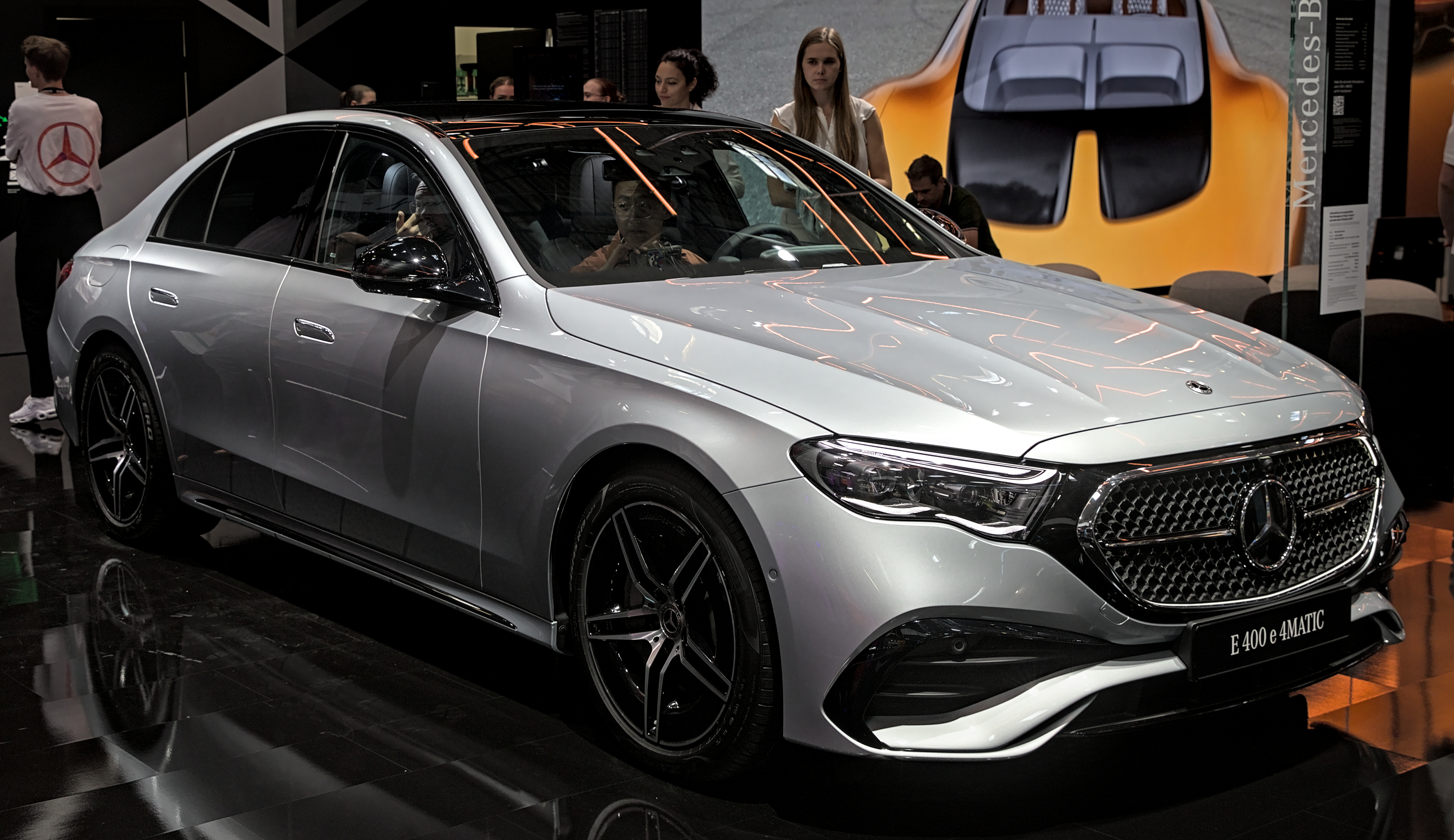
På nyare bilmodeller är ofta stötfångaren helt integrerad i karossen och syns därför inte, som på denna Mercedes-Benz W214